# Club client
 (avril 2025).
 (avril 2025).
Si vous disposez d'ouvrages ou d'articles de référence ou si vous connaissez des sites web de qualité traitant du thème abordé ici, merci de compléter l'article en donnant les références utiles à sa vérifiabilité et en les liant à la section « Notes et références ».
Un club client est un club plus ou moins sélectif regroupant les « meilleurs » clients (ou même parfois aussi des clients potentiels), d’une entreprise et permettant de leur dédier des offres ou évènements spécifiques. Il s’agit d’un outil de fidélisation.
En effet, le club client s'intègre dans une démarche globale de fidélisation. C'est un outil de traitement du cœur de cible, basé sur la notion de privilèges. C’est une structure réelle ou virtuelle, créée par une entreprise, où tout ou une partie des clients peuvent devenir membres afin de profiter d'avantages particuliers, selon des conditions générales ou particulières déterminées par l’entreprise.
La mise en place d’un club client est souvent très coûteuse car il suppose un fonctionnement régulier et le déploiement de nombreux outils de fidélisation : centres d'appel, publipostage personnalisé, cadeaux de bienvenue, magazines et événements réservés aux membres… Ceci explique aussi pourquoi dans certains cas, une cotisation est requise. 

## Origine et développement des clubs clients

### Origine
La notion de club client a été énoncée par James M. Buchanan dans son ouvrage de 1965 An Economic Theory of Clubs . 
À l’origine de cette théorie, les clubs sont des groupes formés volontairement par des individus pour réaliser un objectif commun. Buchanan dépasse dans son analyse la dichotomie traditionnelle instituée par Samuelson entre les biens privés (biens rivaux qu’on ne peut pas partager) et les biens publics (consommation simultanée par plusieurs agents sans gêne mutuelle) en proposant une sorte de biens intermédiaires, à savoir les biens de club. Ainsi, les biens de club sont non rivaux dans leur consommation par les membres du club et la consommation des biens de club ne peut être autorisée à des non-membres. 
Au sens littéral, on retrouve dans la définition du mot «club» les notions de rassemblement et de partage d'intérêts communs dans un cadre plus ou moins formel. Par essence, le club se veut élitiste et repose sur un principe d'exclusion. En effet, lorsqu'une marque a en tête d'en ériger un, elle commence par définir sa cible. L'exclusion devient un paramètre-clé.

### Développement des clubs clients
La création d'un lien indéfectible entre une marque et chacun de ses clients passe désormais aussi par le champ de l'émotion. Il est alors moins question de retenir le client à tout prix que de l'inciter à «aimer» les entreprises qu'il fréquente au point de s'y sentir attaché. La notion de fidélité prend un sens nouveau et découle d'un choix spontané et non plus contraint (par le prix, la facilité, l'habitude...). Et, dans un monde où garder ses clients devient de plus en plus difficile, le club de clientèle s'invite dans le débat. En effet, ce dispositif apparaît comme un moyen de positionner la relation en dehors du champ commercial. Développer un sentiment d'attachement reste le but de ces regroupements. En somme, un club client constitue un bon moyen de restaurer la confiance et de montrer de la reconnaissance. 
Pendant longtemps, les clubs ont été l'apanage du B to B. Désormais, ce mode d'interaction se réplique, se réinvente pour assurer la satisfaction client et proposer une alternative relationnelle. Sorties culturelles, manifestations sportives, sessions de formation..., les entreprises sont invitées à laisser libre cours à leur créativité pour gagner la confiance de leurs consommateurs. 
C’est pourquoi, les clubs clients se sont beaucoup démocratisés ces dernières années afin de répondre aux besoins de fidélisation des entreprises. La fidélisation est aujourd’hui pour de nombreuses entreprises une priorité pour contrer la concurrence sur des marchés de plus en plus concurrentiels et saturés. Les entreprises misent donc sur le développement de relations pérennes et étroites avec leurs clients.
La relation entre l’entreprise et le client ne s’envisage plus, au niveau de l’entreprise, par la conquête d’un acheteur immédiat mais dans une relation à long terme avec le client dans une logique de proximité car c’est sur une gestion performante du capital client que repose la réussite économique d’un produit ou d’une entreprise. C’est pourquoi, ces dernières années, les entreprises ont développé des stratégies dites « défensives » cherchant à reproduire une fidélisation de masse plutôt que des stratégies « offensives » de conquête. Si l’on en croit les chiffres de Dawkins et Reichheld , retenir un client coûterait jusqu’à cinq fois moins cher que d’en conquérir de nouveaux. 
D’autre part, le développement d’Internet à fortement favorisé la création de club client. Internet permet d’une part, d’abaisser significativement les coûts de communication entre l’entreprises et les membres qui constituent souvent l’essentiel du budget de fonctionnement d’un club et d’autre part, la notion de temps réel liée au réseau peut permettre dans certains secteurs des applications de yield management se traduisant par des offres réellement intéressantes réservées aux membres.

## Enjeux et objectifs des clubs clients
L’objectif principal d’un club client est de fidéliser les consommateurs vis-à-vis d’une marque ou d’une entreprise en développant à la fois des sentiments d’appartenance et de privilèges. 
Lorsqu’une entreprise  décide de mettre en place un club, c’est tout d’abord pour créer de la valeur ajoutée pour les consommateurs qui souhaitent s’y inscrire. Cela permet à la fois de se démarquer vis-à-vis de la concurrence, bien que dans certains secteurs comme la téléphonie tous les opérateurs ont désormais un club, mais aussi de se différencier des traditionnels chats ou forums qui constituent désormais les outils communautaires "de base".
Dans certains cas, le club peut constituer un prolongement des offres que l’on trouve déjà dans l’économie traditionnelle (exemple des opérateurs téléphoniques) ou constituer réellement une exclusivité pour les membres du club internautes.
La création d’un club permet à une entreprise de mettre en avant à la fois des services porteurs d’image comme les avant-premières ou les soirées VIP et des services plus traditionnels comme des jeux-concours ou des tests. Un club peut soit être hébergé sur le site de l’entreprise dont il dépend, soit avoir une existence propre avec un site internet intégralement dédié au club. Ainsi Le club SFR est indépendant du site SFR, bien que la corrélation entre les deux soit évidente.
En créant de la valeur pour les deux parties, ils permettent la construction d’une relation commerciale profitable de type « gagnant/gagnant », que l’entreprise doit par la suite faire fructifier afin d’animer les échanges sur le long terme. 
Les principaux objectifs des clubs sont de plusieurs types :
- Développer le potentiel commercial des meilleurs clients.
- Renforcer l’univers de la marque.
- Fédérer les clients à fort potentiel.
- Identifier les motifs de satisfaction ou d’insatisfaction.
- Enrichir la base de données et affiner la segmentation.
- Optimiser la connaissance des clients.
- Accroître le potentiel de prescription des membres.
- Tester de nouveaux concepts de produits ou services.

Ainsi, les clubs possèdent l’avantage d’induire différents types de rentabilité pour l’entreprise dont les principaux sont les suivants :
- Une rentabilité commerciale, avec des objectifs de chiffre d’affaires et de marges.
- Une rentabilité liée à la communication et au développement de l’image de marque.
- Une rentabilité en termes de marketing en permettant d’optimiser la connaissance clients.
- Une rentabilité expérimentale conférée par un accès direct, voire constant aux clients représentatifs de par leur attachement avéré à la marque.

## Caractéristiques des clubs clients

### Trois types de clubs
Dans l’univers des clubs clients, il existe trois types de clubs :
- Le club « fictif » : les membres ne sont pas reliés entre eux. L'entreprise gère une base de données d'utilisateurs désignés adhérents en fonction de leur volume de consommation. C'est par exemple les clubs développés par les compagnies aériennes pour récompenser et encourager la fidélité. Le club demeure virtuel et ses membres ne sont reliés entre eux que par l’entreprise ou la marque.

- Le club avec un lien réel entre les membres : L’entreprise constitue un véritable lien entre les membres du club qui sont alors eux-mêmes interconnectés. Les effets favorables du sentiment d’appartenance peuvent alors être obtenus. Le club s'appuie sur un lien réel entre les membres et l'entreprise ou la marque, ce qui sous-entend une adhésion (gratuite ou payante). Les clubs de collectionneurs en sont un bon exemple.

- Le club bâti autour d'une marque culte. Dans cette logique, les individus qui y appartiennent se ressemblent, d'où le terme de plus en plus utilisé de communautés.

### L’adhésion aux clubs
Souvent, pour adhérer à un club client il faut s’y inscrire. Les modalités d’inscription diffèrent selon les clubs. La première grande différence se situe au niveau de la gratuité, certains clubs proposent une inscription totalement gratuite alors que d’autres font payer l’inscription, ce qui suppose que les services proposés sont plus intéressants que dans les clubs gratuits. Le montant de l’inscription est variable et proportionnel aux avantages proposés mais reste raisonnable pour ne pas décourager les consommateurs. 
D’autres clubs ont mis en place une inscription automatique dès l’achat d’un produit, c’est le cas de SFR qui inscrit automatiquement chaque personne achetant un produit SFR dans son club.
Mais que l’inscription soit gratuite ou payante, des informations personnelles sont la plupart du temps nécessaires pour valider l’inscription. De la simple adresse e-mail aux coordonnées complètes en passant par les centres d’intérêt, certains sites se créent de solides bases de données grâce à leur club.
Enfin l’accès à certains clubs peut être réservé à certaines catégories de personnes (enfants, femmes...) ou à une profession comme le club « Voici » réservé exclusivement aux professionnels de la communication.

### Constitution des clubs
La constitution d’un club client passe, en dehors, des supports techniques, par une segmentation précise permettant de déterminer les personnes à inclure dans le club et celles à évincer. 
Cette étape est une étape très importante car le simple fait de créer une frontière entre les membres et les autres donnent aux premiers un fort sentiment de reconnaissance.
Pour réaliser cette segmentation les entreprises doivent déterminer sur quels critères elles vont se baser pour repérer les futurs membres. La tentation est forte de ne retenir que les clients dont la consommation s'avère plus importante, cependant, la plupart du temps les entreprises intègrent dans leurs critères le potentiel des consommateurs vis-à-vis de la marque. D’autres préfèrent se contenter d’identifier les consommateurs naturellement attachés à la marque ou à l’entreprise.
Parmi les critères importants pour déterminer ceux dont les chances d'intégrer le groupe se veulent fortes, se trouve le comportement des individus. En effet, bien souvent, le club sert de groupe test et assure de coller aux attentes et de satisfaire les besoins de la clientèle. Il permet de sonder l'évolution du marché, des modes de consommation, des habitudes... De fait, une démarche efficace consiste à sélectionner les profils dont la capacité à délivrer une vision prospective sur le marché de demain se montre élevée. Ensuite, l'entreprise peut pousser le schéma plus loin et faire participer les membres au développement de nouvelles offres. Mais cela est encore peu utilisé par les entreprises.
Actuellement, la plupart des clubs réunissent les consommateurs les plus liés à la marque. Les membres sont alors de véritables avocats de la marque en mesure d'en véhiculer l'image et les valeurs. Le cercle d'influence de ces derniers est certes assez difficile à évaluer. Toutefois, ils ont la volonté de délivrer des messages positifs, qui est un atout dans un monde marketing où le bouche à oreille est devenu un outil redoutable.
Mais d’autres entreprises, par choix, préfèrent ouvrir largement leur club. C'est notamment le cas de celles qui manquent d'informations sur leurs clients et souhaitent en profiter pour approfondir leur connaissance. Nestlé est, en ce sens, assez emblématique. Les clubs deviennent alors un moyen d'assurer la collecte de données clients indispensables pour mener des campagnes de marketing direct, par exemple.
En outre, les rencontres encouragent un dialogue bilatéral entre les entreprises et leurs clients et prospects. Grâce aux réunions, les clients sont aussi amenés à partager entre eux leurs expériences, leurs points de vue... En B to B, cet élément a du sens, puisque le rassemblement devient un moyen d'échanger des bonnes pratiques. Avec le Web qui prend de l'ampleur, les lignes bougent et même les clubs évoluent et se dématérialisent. Rien ne leur interdit de s'inscrire dans une dimension virtuelle. 
En tout cas, l'adhésion au club doit se faire avec une liberté totale. Pour donner envie, les entreprises misent sur le contenu. Ce dernier mérite d'être suffisamment fédérateur et attractif pour susciter l'intérêt.

### La mise en avant et l’animation des clubs

#### La mise en avant
Les entreprises mettant en place un club client communiquent le plus souvent dès la page d’accueil de leur site internet, afin d’attirer un maximum de consommateurs vers leur club. 
Les sites peuvent également utiliser certains outils comme les pop up pour mettre en avant leurs dernières offres promotionnelles. Le club SFR dispose ainsi d’un pop up qui s’ouvre dès la page d’accueil et qui permet de découvrir les dernières propositions du club dans des catégories diverses et variées.
Les entreprises communiquent également sur le nombre d’abonnés à leur club. Ces chiffres sont en quelque sorte créateurs de valeur, car plus il y aura de monde, plus les offres seront intéressantes (en théorie car tout le monde ne sera certainement pas satisfait), et plus les non membres auront envie de s’inscrire.

#### L’animation
Pour dynamiser un club et fidéliser la clientèle, chaque support joue un rôle très précis. Que ce soit la carte de membre, la lettre d'information périodique, le site web, les cadeaux ou le barème de points qui permet d'obtenir des cadeaux... Tous ces outils permettent de faire vivre le club et de varier sa communication. 
L’animation des clubs se faits ainsi de différentes manières :
- La carte de membres (elle permet de mémoriser les achats des membres et les points obtenus pour chacun d’eux, cela permet ensuite à l’entreprise de proposer à ces membres des offres adaptées à leurs besoins et de les faire bénéficier d’avantages).

- La lettre d'information ou l'infolettre (présente de manière périodique les nouveaux produits ou services, une infolettre ou newsletter est un miroir où se reflète l’image du consommateur. Ce n'est donc pas un simple document publicitaire supplémentaire, mais bien un moyen de communication plus proche des consommateurs, et plus riche qu'une simple plaquette commerciale).

- Le site web dédié (permet aux membres d’être actifs et d’avoir un accès simplifié au club).

- Les cadeaux, les réductions, les offres personnalisées… (cela permet de valoriser le client et d’être reconnaissant envers les membres).

## Exemples

### Le club Ferrari
Le club Ferrari existe depuis longtemps et n’est plus vraiment représentatifs des consommateurs les plus fidèles. C’est pourquoi, la marque Ferrari devrait très prochainement créer un « owners club », littéralement club des propriétaires, vraiment très exclusif. Il permettra aux clients les plus fidèles d'avoir la primauté sur certaines séries limitées. 
Il ne sera ouvert qu'aux possesseurs d'au moins cinq modèles Ferrari, cela limite le champ à 300 personnes dans le monde. 
Ce concept a été imaginé par le patron de Ferrari, Luca di Montezemolo, à la suite des contestations reçues de la part des clients historique de la marque lors de la vente de la Ferrari SA Aperta, vendu en seulement 80 exemplaires. Ces clients se sont plaints de ne pas avoir eu accès à la vente de ce modèle de collection malgré leurs antécédents avec la marque. Ce club devrait donc permettre à Ferrari de ne plus subir les remontrances de ces propriétaires de longue date.

### Le club Nespresso
Filiale du groupe Nestlé, créée en 1986, Nespresso est aujourd’hui présent dans plus de 50 pays. 
Pionnier sur le marché du café portionné, Nespresso doit son succès à une trilogie originale: un café de qualité, des machines au design remarqué et une relation client fondée sur le Club Nespresso, qui entend être irréprochable.
Nespresso a vu le jour en France en octobre 1991, dans un quasi anonymat puisque le concept de café portionné, accouplé avec une machine à café, était alors totalement novateur. Un concept qui s'appuie également sur le Club Nespresso lancé en parallèle, qui fait figure de troisième pilier en mettant le client au cœur de la stratégie de la marque. 
Dès 2000, l'entreprise autorise ses clients à s'inscrire en ligne afin de devenir membre du Club Nespresso. 
Toute personne qui achète une machine Nespresso devient automatiquement un membre actif du club. Aujourd’hui ce club compte près de 8 millions de membres et sa croissance n’en finit pas. Un club sélect qui donne l’exclusivité à ses clients. Invitation, mailing, questionnaire, offre, dégustation de nouveaux produits. Tout y est pour prouver à leur membre qu’ils sont les ambassadeurs du club et même de la marque. Leur présence sur la toile nourrit la relation entre la marque et ces membres. Cet arsenal conçu comme un univers fermé et cohérent garantit à la marque une protection contre les concurrents.

### Autres clubs
Voici quelques exemples de club client qui se sont développés ces dernières années :
- Le club consommation responsable. Très récemment l’enseigne de grande distribution E. Leclerc à créer un club client dans l’air du temps consacré en grande partie à la consommation responsable et au respect de l’environnement.

- Auchan a lancé un club client gratuit, exclusivement destiné aux clients les plus fidèles d'Auchan et détenteurs de la carte de fidélité Waaoh ou Banque Accord. Ce club est un support de communication et un lieu d'échange et d'informations. Il a pour objet de faire découvrir aux clients membres du club les produits à marque Auchan et de recueillir leurs suggestions et remarques.

- Le Club Méditerranée qui a pour but de redonner un sens au terme « club » en capitalisant sur le culte de la marque et d'entretenir une relation proche avec la clientèle. Pour chacun des séjours effectués par un client, le client reçoit des "points communs". Plus le client accumule de points, plus il est reconnu pour sa fidélité en se voyant proposé des services de plus en plus personnalisés (pour la réservation, l'accueil, le service après-vente, …) et des attentions privilégiées (l'obtention gratuite des visas, avant-première pour voir des films ou des spectacles, nuits d'hôtel gratuites, …).

- Aastra, spécialiste des communications d’entreprise, avec son club Aastra Premium. Il s’agit d’un site d’avantages B to B pour leurs clients en vue de fidéliser la clientèle et d’attirer des prospects.

- Accor et son club « a-club ». Accor est le premier opérateur hôtelier mondial et le leader en Europe. Créé en 2008, ce club compter en septembre 2010 plus de cinq millions de membres[3].[source insuffisante] Le club est accessible via le site internet A-club.com.[réf. nécessaire]

- Le concepteur et constructeur de bateaux de plaisance Bénéteau  et le Beneteau Yacht Club (BYC). Le Beneteau Yacht Club est international, il est payant et réservé aux propriétaires de bateaux Beneteau. Ce club est un des premiers clubs de fidélité intégrant un réseau social de client au cœur de son dispositif.

- Le groupe Pernod-Ricard et le « Ballantine's club 12 ». Le site du club, Ballantinesclub12.fr est une véritable galerie d'art virtuelle destinée aux amateurs de whisky qui leur propose, en devenant membre du club, d'avoir accès aux "collections privées". À ce titre, ils pourront consulter des recettes de cocktails exclusifs, parcourir l'agenda culturel et bénéficier des offres privilégiées.